# Полсен, Гэри
Гэри Джеймс Полсен (англ. Gary James Paulsen, 17 мая 1939[…], Миннеаполис, Миннесота[…] — 13 октября 2021, Тулароса, Нью-Мексико) — американский писатель, наиболее известен повествованиями для подростков о природе. Автор свыше 200 книг, написал более 200 статей для журналов и рассказов, автор ряда пьес для подростков. В 1997 году получил премию Маргарет Эдвардс от Американской библиотечной ассоциации за жизненный вклад в литературу для подростков.

## Детство и юность
Гэри Полсен родился 17 мая 1939 года в Миннеаполисе, штат Миннесота, США, в семье Оскара Полсена и Юнис Полсен (Моэн). Отец Гэри был офицером, после рождения сына присоединился к штабу генерала Паттона. В следующий раз своего отца юный Гэри увидел в возрасте 7 лет. Жил вместе с матерью в Тиф-Ривер-Фоллз, штат Миннесота. Когда ему было 4 года, мать забрала его в Чикаго. Перед окончанием Второй мировой войны она отправила его жить на ферму к родственникам
Несколько автобиографических произведений автора посвящены раннему детству, например в книге «Восточное солнце, зимняя луна: автобиографическая Одиссея» описаны фрагменты из жизни в Чикаго, травматичные события из детства и даже романы его матері. Когда Гэри было 7, отец попросил его и мать присоединиться к нему на Филиппинах, где в то время он находился, поэтому часть этих путешествий также отразилась на страницах книги автора. Кроме этого, можно прочесть детальные описания жизни мальчика во времена Второй мировой войны и постоянных путешествий. Д. Кэмпбелл об этой книге пишет так: «Вы среди людей, не умеющих читать приятное, если предложения сразу сковывают? Держитесь, ребята».
Когда ему исполнилось 5 лет, мать Полсена посадила его в поезд, одного, без ничего, кроме 5-долларовой купюры и чемодана, и отправила жить к тётке и дяде на их ферме в Северной Миннесоте. Там он научился ловить и готовить рыбу на костре, а также использовать дым, чтобы отгонять комаров ночью — навыки, которые герои его последующих романов использовали, чтобы выжить.
В мемуарах Gone To The Woods, вышедших в начале 2021 года, Полсен писал о тяжёлом детстве. Его отец воевал во Второй мировой войне, мать злоупотребляла алкоголем. Она водила юного Гэри в бары и заставляла петь в солдатской одежде. В возрасте 11-12 лет он начал убегать из дома в лес, именно поэтому мотив выживания в дикой природе пронизывает почти все произведения автора.
Жизнь Гэри изменилась, когда ему было 14 лет. Одним зимним вечером юноша забежал погреться в местную библиотеку, где ему предложили оформить личную карточку и порекомендовали книги для чтения. Получив первую книгу из библиотеки, он пошёл в подвал и читал её без остановки. Потом он прочитал ещё ряд книг в подвале своего дома.
Ежедневные ссоры родителей, а иногда и серьёзные конфликты, слишком огорчали Гэри и в 14 лет он сбежал работать на ферму сахарной свеклы.
Впоследствии он вернулся домой и учился в средней школе в Тиф-Ривер-Фоллс. Не задерживался в одном учебном заведении более чем на 5 месяцев, поэтому, чтобы окончить школу вовремя, был вынужден самостоятельно овладевать программой 9 и 10 классов. В 1957 году окончил школу со средней оценкой D.
Гэри Полсен вёл авантюрную жизнь в течение своей молодости, потом пошёл в армию и через 3 года, в мае 1962 года, демобилизовался. Пробовал себя в разных работах: на фермах, в строительной компании, на ранчо, работал водителем грузовика, проходил курсы электрической инженерии, был моряком и дважды соревновался в гонках Iditarods. По одному из свидетельств, он помогал писать диалоги для фильмов и телевидения в Голливуде, прежде чем в 1966 году переехал в хижину в Миннесоте и начал писать книги.

## Карьера
После работы в аэрокосмической компании он понял, что хочет стать писателем и оставил службу. Начал работать редактором-корректором в издательстве; в это время он начал писать. Потом он переехал в Миннесоту и до конца лета закончил свой первый роман. В 1967 году дебютная книга «Некоторые птицы не летают» появилась в книжных киосках. В течение 7 месяцев он написал и опубликовал свою вторую книгу «Мистер Такет». Три его романа «Топорик» (англ.: «Hatchet», 1987 год; роман был экранизирован: фильм «Крик в глуши» 1990 года.), «Зимняя комната» (1989) и «Собачья песня» (1985) очень известны среди молодого поколения по всему миру, а также получили почётную книжную Медаль Джона Ньюбери.
Позже, когда он приплыл на Фиджи, работал траппером, ездил от Эль-Пасо до Фэрбанкса, Аляска, и трижды ездил на Iditarod, финишировав 41-м как новичок в 1983 году. Забег на 1000 миль занял у него 17 с половиной дней. Это событие вдохновило его на написание мемуаров «Зимние танцы» (1994), которые были экранизированы в фильме компании Дисней «Снежные псы» (2002).
Хотя Полсен был наиболее известен благодаря книгам, действие которых разворачивается на Крайнем Севере, он также писал романы, такие как «Найтджон» (1993) про порабощённую афроамериканку, которая нарушает правила, научившись читать, «Мистер Такет» (1969), первый из пятитомной вестерн-серии про юношу, увлечённого коренными американцами на Орегонской тропе, и «Автомобиль» (1993), где рассказывается про 14-летнего юношу, подружившегося с парой ветеранов Вьетнама после того, как его бросили родители.

## Личная жизнь
Работая в аэрокосмической компании, Гэри Полсен женился и у него родились двое сыновей: Лэнс и Линн. Но брак закончился разводом. Ему в то время было 26 лет. О второй жене ничего не известно. В 1971 году Полсен женился в третий раз, на Рут Райт, художнице, которая проиллюстрировала ряд его книг. У него был сын от третьего брака — Джим. Последние годы Гэри Полсен и его жена Рут Райт Полсен жили в Нью-Мексико.

## Смерть
Издательство Random House Children’s Books объявило, что Полсен «внезапно» умер в среду, но не сообщило более подробностей. Литературный агент Дженнифер Фланнери сообщила Associated Press, что он умер от остановки сердца в своём доме в Нью-Мексико, где он жил со своей третьей женой Рут Райт Полсен.
У Гэри Полсена остались жена и сын, а также один последний роман — «Northwind», историческое приключение о битве молодого человека за то, чтобы выжить, несмотря ни на что — он был опубликован в январе 2022 года.

### Сага о Брайане
- 1987 — «Топорик» (англ.: Hatchet)
- 1991 — «Река» («Топорик: возвращение»)
- 1996 — «Зима Брайана» («Топорик: зима»)
- 1999 — «Возвращение Брайана» («Топорик: зов»)
- 2003 — «Охота Брайана»

### Сага о мистере Такете
- 1969 — «Мистер Такет»
- 1995 — «Позови меня, Фрэнсис Такет»
- 1997 — «Поездка Такета»
- 1999 — «Золото Такета»
- 2000 — «Дом Такета»

### Другие романы
- 1968 — «Некоторые птицы не летают»
- 1985 — «Собачья песня»
- 1989 — «Зимняя комната»
- 1994 —  «Автомобиль»

Писал также документальную литературу.